# رودولف لوکارت
رودولف لوکارت (آلمانی: Rudolf Leuckart; ۲۳ ژوئن ۱۸۵۴ – ۲۴ ژوئیهٔ ۱۸۸۹) شیمیدان اهل آلمان بود که به دلیل کشف واکنش لوکارت در شیمی آلی به شهرت رسید.